# Matança de Vukovar
La Matança de Vukovar va ser un incident que va ocórrer entre els dies 18 i 21 de novembre de 1991, a prop de la ciutat de Vukovar, una comunitat mixta formada majoritàriament per serbis i croats, al nord-est de Croàcia. Van ser assassinats al voltant de 260 civils, majoritàriament d'origen croat, pels paramilitars serbis i per membres de l'Exèrcit Popular Iugoslau.
Les autoritats sèrbies locals, Veselin Šljivančanin, Mile Mrkšić i Miroslav Radić havien planificat i orquestrat la matança. El 1995 van ser processats pel Tribunal Penal Internacional per a l'antiga Iugoslàvia i condemnats el 2007.
Posteriorment a la batalla de Vukovar, les forces sèrbies van prendre control sobre el lloc. Els refugiats civils es van reunir en l'hospital de la ciutat, sota la promesa que ells estarien segurs sent evacuats per l'exèrcit popular iugoslau, després d'assolir un acord amb el govern croat.

## Massacre
La massacre va passar poc després de la captura de Vukovar per la JNA, amb les Forces de Defensa Territorial (TO) serbocroates i paramilitars de la veïna Sèrbia. Les autoritats sèrbies no van complir amb el pactat i van portar els refugiats, formats principalment per croats, però que també incloïen a serbis, hongaresos, musulmans i dos estrangers que van lluitar al costat de la Guàrdia Nacional Croata, a la caserna de la JNA a Vukovar. Diversos presos van ser identificats com a personal de l'hospital i retirats del grup per ser tornats a l'hospital.
La resta van ser portats a una antiga granja de porcs, ubicada a la localitat de Ovčara al sud de Vukovar. Un cop a la granja, els presoners van ser copejats durant diverses hores abans que la JNA retirés les seves tropes del lloc, deixant als presoners sota la custòdia dels serbocroats i els paramilitars serbis. Els presoners van ser portats a un lloc preparat per endavant, afusellats en grups de deu a vint i enterrats en una fossa comuna.

## Conseqüències
La fossa comuna va ser descoberta l'octubre del 1992 i custodiada per la Força de Protecció de les Nacions Unides, que s'havia desplegat a la zona a principis d'aquell any. El 1996, el Tribunal Penal Internacional per a l'ex Iugoslàvia (TPII) va exhumar 200 cadàvers de la tomba.
El TPII va condemnar dos oficials de la JNA en relació amb la massacre, i també va jutjar l'expresident serbi Slobodan Milošević per diversos crims de guerra, inclosos els comesos a Vukovar. Milošević va morir a la presó abans que pogués completar-se el seu judici. Diversos exmembres de les unitats paramilitars serbocroates i sèrbies han estat jutjats pel poder judicial serbi i condemnats per la seva participació a la massacre. El febrer del 2015, el Tribunal Internacional de Justícia va dictaminar que el setge, la massacre i les atrocitats simultànies comeses en altres parts de Croàcia no constituïen genocidi.
Va ser la massacre més gran de la guerra i el pitjor crim de guerra a Europa des de la Segona Guerra Mundial fins a aquest moment.